# جون إل. إم. إيرباي
جون إل. إم. إيرباي هو محامي وسياسي أمريكي، ولد في 10 سبتمبر 1854 في لورنس في الولايات المتحدة، وتوفي بنفس المكان في 9 ديسمبر 1900. نشط حزبياً في الحزب الديمقراطي.

## مناصب
- انتخب عضو مجلس الشيوخ الأمريكي [الإنجليزية]‏ عن دائرة South Carolina Class 3 senate seat ‏ وقد انضم خلال فترته النيابية [الإنجليزية]‏ (4 مارس 1895 – 4 مارس 1897) للكتلة البرلمانية الحزب الديمقراطي.
- انتخب عضو مجلس الشيوخ الأمريكي [الإنجليزية]‏ عن دائرة South Carolina Class 3 senate seat ‏ وقد انضم خلال فترته النيابية [الإنجليزية]‏ (4 مارس 1893 – 4 مارس 1895) للكتلة البرلمانية الحزب الديمقراطي.
- انتخب عضو مجلس الشيوخ الأمريكي [الإنجليزية]‏ عن دائرة South Carolina Class 3 senate seat ‏ وقد انضم خلال فترته النيابية [الإنجليزية]‏ (4 مارس 1891 – 4 مارس 1893) للكتلة البرلمانية الحزب الديمقراطي.
- انتخب عضو مجلس نواب كارولاينا الجنوبية ‏.
- انتخب عضو مجلس الشيوخ الأمريكي [الإنجليزية]‏.